# Małko Brjagowo
Małko Brjagowo (bułg. Малко Брягово) – wieś w południowej Bułgarii, w obwodzie Chaskowo, w gminie Madżarowo. Według danych Narodowego Instytutu Statystycznego, 31 grudnia 2012 roku wieś liczyła 24 mieszkańców.